# Lelê
Wesley de Jesus Correia, conhecido como Lelê (Diadema, 09 de fevereiro de 1990), é um futebolista brasileiro que atua na posição de meia-atacante. Atualmente está no Água Santa.

## Carreira
Da base do São Bernardo, foi para o Coritiba onde foi para o profissional, e fez sua estreia no profissional na partida contra o Operário.
Sem muito espaço no clube, com apenas 4 partidas foi emprestado ao Fortaleza onde não teve muito destaque e teve muito pouco espaço no clube, foi transferido para o Rio Branco onde fez boas partidas e se destacou no clube e acabou indo para o Oeste onde viveu a melhor fase de sua carreira, passou 4 anos no clube, 123 partidas, 9 gols e várias assistências pelo clube, se destacou tanto que foi sondado pelo Santa Cruz em 2014 antes da partida do tricolor contra o time de Itápolis, mas, a negociação não foi adiante. Em 2015, sonho antigo do Santa finalmente fechou com o clube para a disputa da Série B após negociação fracassada no ano passado, antes de fechar com o time estava sendo cogitado no Botafogo-SP, mas, acabou mesmo indo pro Arruda. Marca seu primeiro gol com a camisa do Santa Cruz contra o Atlético GO, e coroou a boa atuação com mais um gol no final do jogo, com a partida terminando em 3x0 pro tricolor com dois gols dele. Participou do elenco que levou o tricolor de volta a elite do futebol brasileiro, sendo um dos principais jogadores na competição. No dia 19 de dezembro de 2015 acerta sua renovação com o tricolor por mais 1 ano, até 2016. Em 2016, marca seu primeiro gol na temporada na semi-final do Pernambucano, na vitória tricolor sobre o Náutico por 2x1, classificando o time para a final da competição.
Em setembro de 2016, o Ceará contratou o atleta de 26 anos de idade, que vem do Santa Cruz, que disputa a Série "A", e estava sem oportunidade no time, para disputar a sequência da Série "B" do campeonato brasileiro pelo time cearense.

## Títulos
Coritiba
- Campeonato Paranaense de Futebol: 2010
- Campeonato Brasileiro de Futebol - Série B: 2010[9]

Oeste
- Campeonato Brasileiro de Futebol - Série C: 2012

Santa Cruz
- Taça Chico Science: 2016
- Copa do Nordeste: 2016
- Campeonato Pernambucano: 2016

Ceará
- Campeonato Cearense: 2017